# Mococa
Mococa est une ville brésilienne de l'État de São Paulo.

## Personnalités liées à la ville
- Bruno Giorgi, sculpteur brésilien